# FAIRY FORE
FAIRY FORE（フェアリィフォーレ）は、日本のソフトヴィジュアル系ロックバンド。

## 略歴
- 1994年6月、FIR～REFORLEとして結成。
- 2000年6月、表記をFAIRY FOREと改名。（読み方はほぼ同じ。）
- 2001年8月22日、1stシングル「LOVE SICK」でエイベックスよりメジャーデビュー。
- 2002年9月、エイベックスとの契約満了を機に所属事務所を離れ、以降は自主レーベルで活動。
- 2005年12月11日のワンマンライブをもって解散した。
- 2023年4月15日、HUSHによるイベント『HUSH 3days -cocoon8414155516-』にて18年ぶりに1日限定復活ライブを行った[1][2]。
- 2025年11月15日・16日、幕張イベントホールで開催の「CROSS ROAD Fest」の、初日に出演[3]。

## メンバー
- 現王園崇（げんおうぞの　たかし、11月14日生、現：uBuGoe） - ボーカル
- YASU（村野泰弘、5月4日生） - ベース　acalli（Beauty maniacs）で活動後、引退。
- YOKO（横井善法、6月13日生、現：uBuGoe） - ドラム
- タイト（サポートメンバー、9月5日生、現：KYOKUTOU GIRL FRIEND（ケッチ）） - ギター

### 旧メンバー
- YUHKI（現：uBuGoe） - ギター
- AKIHIDE（佐藤彰秀、1998年9月～2003年9月、脱退後NEVER LAND → 現：BREAKERZ） - ギター
- 藤原榮治（2003年12月～2004年7月） - ギター

## ディスコグラフィ

### シングル
1. LOVE SICK（2001年8月22日）
2. VIVID（2001年11月7日）
3. BODY DOUBLE（2002年3月6日）
4. ジェット（2002年6月5日）
5. Darling（2003年2月15日、ライブ会場1000枚限定）
6. youphilous（2003年12月24日）

### アルバム
1. HEAVEN'S MARKET（2002年6月26日）
  1. Merry-Go-Round
  2. LOVE SICK
  3. BODY DOUBLE
  4. 積み重ねたDejavu
  5. School Days
  6. Tear
  7. ジェット
  8. Mr.BADMAN
  9. VIVID
  10. untidity
  11. VIRGIN
  12. SEXUAL EXCITEMENT

1. この花が咲いて枯れるまで（2005年5月4日）
  1. 晴レルヤ
  2. パノラマ
  3. youphilous
  4. Mon:Star
  5. Even
  6. FEEL MY SONG
  7. 鼓動
  8. 風船
  9. Shangrila
  10. LIFE
  11. Hostile period
  12. Boys,be ambitious
  13. この花が咲いて枯れるまで

### ミニアルバム
1. LOOP（2000年10月18日）
  1. Ring
  2. CHILD OF WIZARD
  3. SWEET-ness
  4. パズル
  5. Shooting Star
  6. Not' gonna LOOSE
  7. CHAOS

### オムニバス・アルバム参加作品
1. CROSS*D LOVERS (1999年3月6日)・・・FIR～REFORLEで参加

### ビデオ・DVD
- SPICE SHOWER（2004年6月12日）

## タイアップ一覧
| 使用年 | 曲名                | タイアップ                                                                                                |
| ------ | ------------------- | --- |
| 2001年 | LOVE SICK           | CBC・TBS系アニメ『真・女神転生デビチル』オープニングテーマ（第41話 - 第50話）                             |
| 2001年 | I DOLL 〜アイドル〜 | CBC・TBS系アニメ『真・女神転生デビチル』エンディングテーマ（第41話 - 第50話）                             |
| 2001年 | VIVID               | テレビ東京系アニメ『FF：U 〜ファイナルファンタジー:アンリミテッド〜』エンディングテーマ（第1話 - 第13話） |
| 2002年 | BODY DOUBLE         | 日本テレビ系『AX MUSIC-FACTORY』AX POWER PLAY #068テーマソング                                            |
| 2002年 | ジェット            | テレビ東京系アニメ『爆転シュート ベイブレード 2002』オープニングテーマ（第22話 - 最終話）                 |
| 2002年 | ジェット            | テレビ東京系『スタメンBAND』オープニングテーマ                                                            |